# Digestif

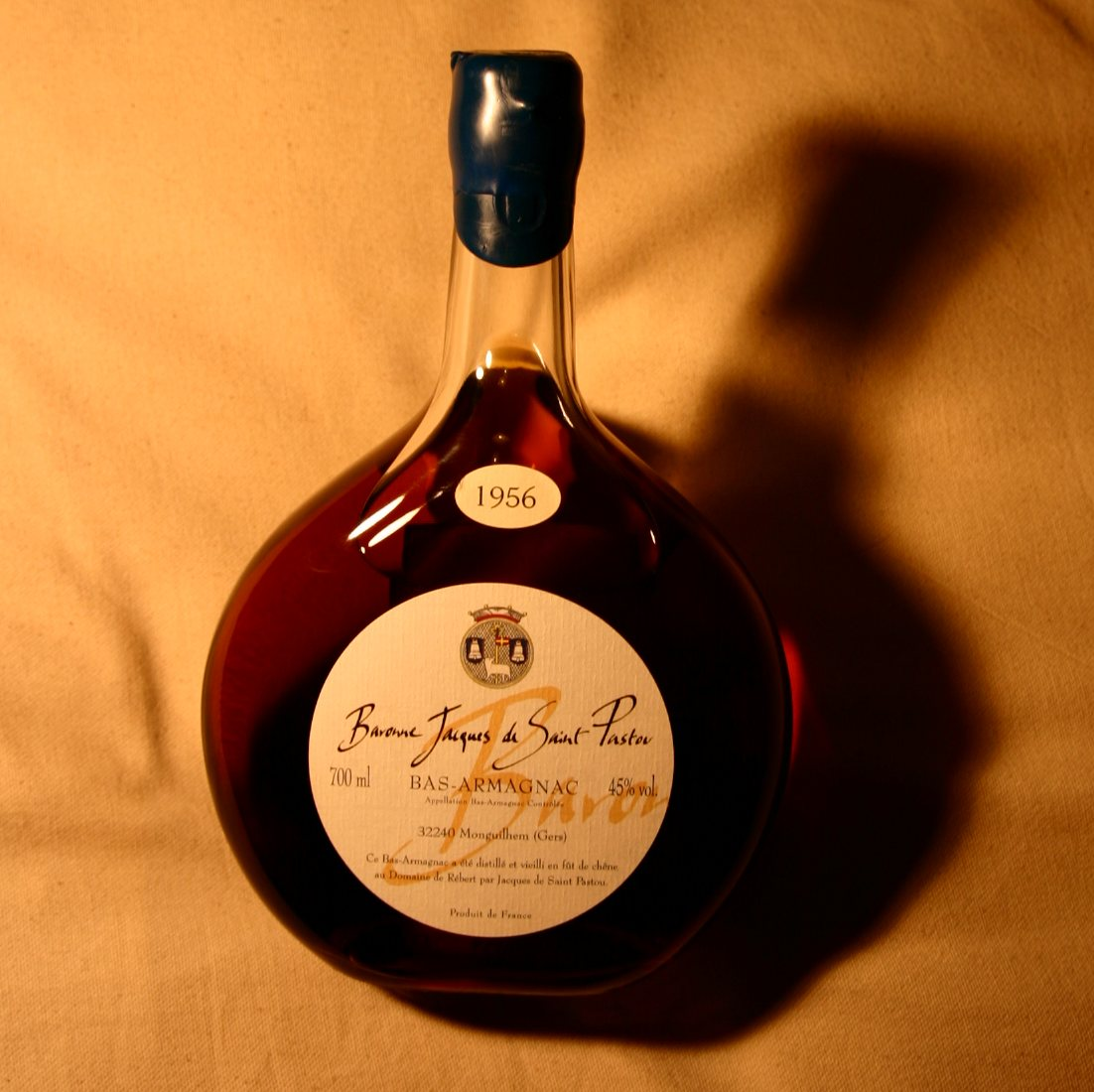
Bouteille d'armagnac.

Un digestif est une boisson, alcoolisée ou non, qui se prend habituellement à la fin d'un repas, et qui est censée faciliter la digestion et revigorer à la fin d'un long repas.
Au Moyen Âge, quand l'alcool était encore réservé à un usage médical, on buvait en fin de repas une boisson à base de vin, de sucre et d'épices : l'hypocras. À l'époque, les épices étaient supposées faciliter la digestion et le sucre était considéré comme un médicament.
On parle aussi familièrement de digeo, de pousse-café lorsqu'il accompagne ce dernier, et encore plus familièrement de rincette ou rince-cochon.
Les principaux digestifs sont des liqueurs ou des eaux-de-vie, mais aussi des tisanes ou infusions. Le thé et le café peuvent aussi être considérés comme des digestifs.

## Liste de digestifs
- Armagnac
- Cognac
- Calvados